# Журавлёв, Фёдор Владимирович
Фёдор Владимирович Журавлёв (11 сентября 1988, Пальцо, Брянская область — 19 ноября 2015, Сирия) — капитан Сил специальных операций Российской Федерации, участник военной операции России в Сирии.

## Биография
Родился 11 сентября 1988 года в посёлке Пальцо (Брянский район). Родители — Владимир Иванович и Людмила Фёдоровна. Оба деда — участники Великой Отечественной войны; старший брат служил в армии. Окончил среднюю общеобразовательную школу посёлка, занимался спортом (футбол, волейбол, лёгкая атлетика) и общественной деятельностью (член Движения юных патриотов, активист Музея боевой славы).
Окончил Рязанское высшее воздушно-десантное командное училище с отличием в 2010 году, службу проходил как командир взвода в разведывательной роте 106-й гвардейской воздушно-десантной дивизии. Позже служил в Центре специального назначения «Сенеж» ССО РФ (в/ч 92154). С 2015 года участвовал в военной операции в Сирийской Арабской Республике. 19 ноября 2015 года погиб при выполнении боевых задач по защите национальных интересов Российской Федерации в Сирийской Арабской Республике. Согласно старшему штурману-испытателю, Журавлёв погиб во время координации авиаударов дальней стратегической авиации ВКС России по позициям исламских террористов из ИГИЛ. Отряд Фёдора потерял в ходе этих действий двух человек убитыми и одного раненым.
Похоронен 24 ноября 2015 года в посёлке Пальцо; оставил жену Юлию Игоревну и дочь. О смерти Журавлёва одной из первых узнала частная группа расследований Conflict Intelligence Team (CIT) на основе сообщений из «ВКонтакте» и от источников из Министерства обороны, однако из-за противоречий и путаницы в сообщениях информация о смерти Журавлёва в Сирии долгое время не подтверждалась. О его гибели при исполнении служебных обязанностей было публично объявлено Кремлём на встрече с родственниками погибших 17 марта 2016 года: Фёдор Журавлёв стал пятым солдатом ВС РФ, погибшим в ходе военной операции ВС РФ в Сирии.
8 декабря 2015 года он был награждён посмертно орденом Кутузова; при жизни награждён медалью «За воинскую доблесть» II степени. Имя Журавлёва присвоено Пальцовской средней общеобразовательной школе в апреле 2016 года, 11 сентября того же года на здании была установлена мемориальная доска. 19 ноября 2017 года в Сквере Мужества на территории школы открыт памятник погибшим в Сирии российским солдатам с именами павших.